# Wehwalt Koslovsky

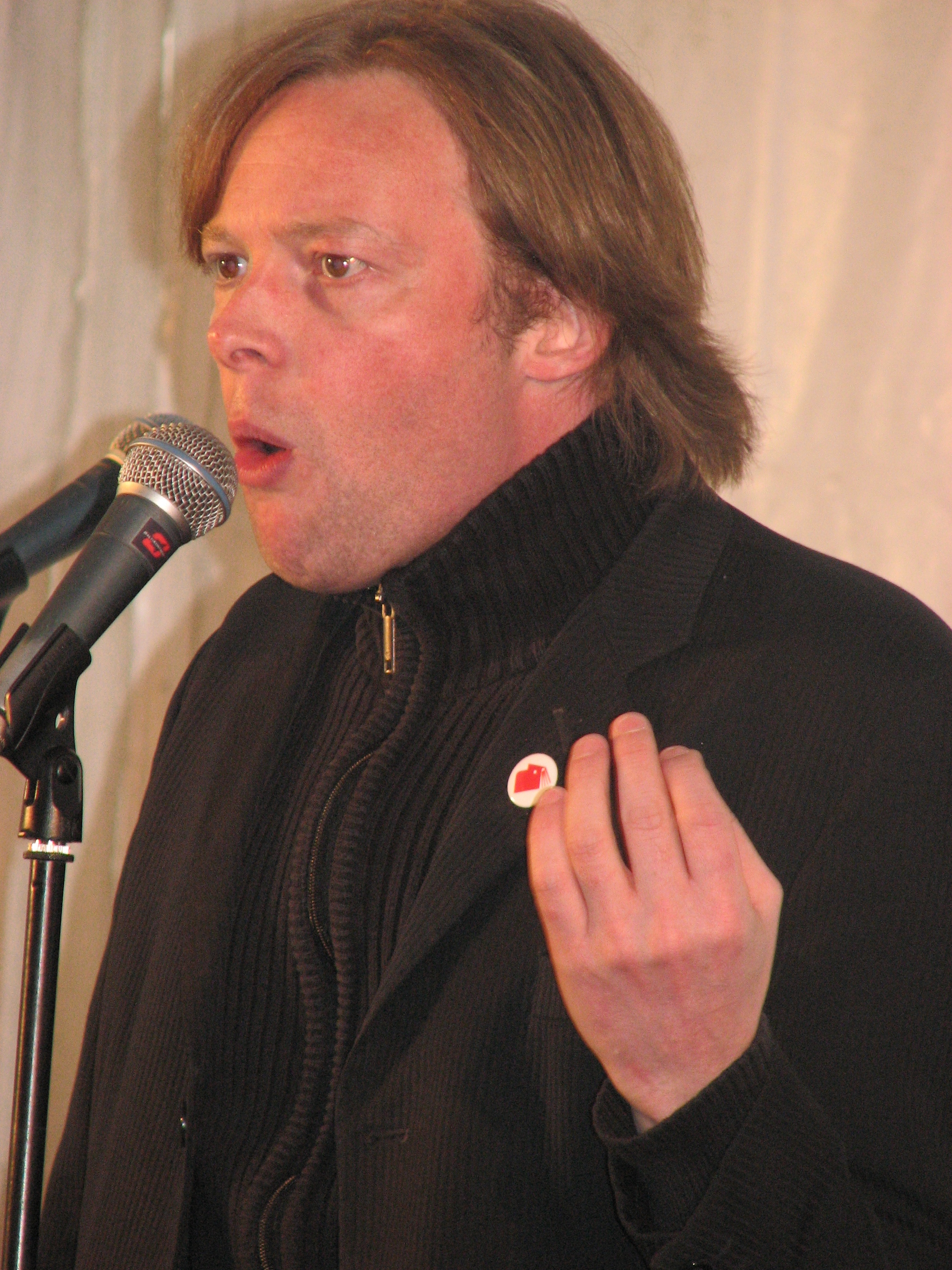
Wehwalt Koslovsky bei einem Auftritt 2010

Wehwalt Koslovsky (* 1972 in Düsseldorf) ist ein deutscher Schriftsteller, Lyriker, Bühnendichter, Performance- bzw. Slam-Poet und Rezitator.

## Leben
Koslovsky studierte Anglistik, Medienwissenschaften und Philosophie in Düsseldorf. 1994 war er Mitgründer und Redakteur der Literaturzeitschrift Maultrommel, die bis 1998 erschien. Seit 1994 hielt er über 2.500 Lesungen, Poetry Slams und Performances im deutschsprachigen Raum, in Europa, den USA und Japan ab. Koslovsky zählt zu den Pionieren der deutschsprachigen und europäischen Slam-Bewegung und gewann während seiner aktiven Karriere fast 400 Poetry Slams. 2003 gründete er das international besetzte Spoken-Word-Ensemble "Poesie United" (bis 2006). Von 2008 bis 2012 bildete er mit Frank Klötgen als "k.u.k." das moderne Pendant zu den Weimarer Klassikern. Er lebt und arbeitet als freier Schriftsteller, Performance-Poet, Rezitator, eMCee und Literaturveranstalter zwischen Berlin, Hamburg, Zürich und Funchal (Portugal).

## Veröffentlichungen
Monographien
- &&& - Slam Stuff. mindXpansion publications, Düsseldorf 1999
- Paulchen Panthers Rache - More Slam Stuff. mindXpansion publications, Düsseldorf 2000
- Slämmology. (CD) Verlag für gesunden Menschenversand, Bern 2001
- Balladero. (CD) mindXpansion publications, Düsseldorf 2007
- Ranisian Fields - Die Felder von Ranis. mindXpansion publications, Berlin 2012

## Auszeichnungen
- 1998, German National Poetry Slam-Champion (Team: "Studio 672", Köln)
- 2000, Gewinner der "Poetry Slam-World Championships" im Rahmen von Poesie International (Rotterdam)
- 2000, Amsterdam-Stipendium der Stadt Düsseldorf
- 2011, Stadtschreiber von Ranis (Thüringen)